# Ferdinand Müller (Politiker, 1859)

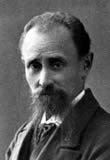
Ferdinand Müller (1859–1944)

Ferdinand Müller (* 16. August 1859 in Aichach; † 6. Februar 1944 ebenda) war ein bayerischer Politiker und Landtagsabgeordneter des Zentrums und der Bayerischen Volkspartei.

## Leben
Müller erlernte das Gerberhandwerk, wurde Rotgerbermeister und brachte es bis zum 1. Vorsitzenden des Bayerischen Gerberverbandes. Hier war er auch Gewerberat und Mitglied des Überwachungsausschusses der Lederindustrie.
Seine politische Laufbahn begann er als Mitglied des Gemeindekollegiums (1891–1902), anschließend war er Magistratsrat (1902–1919) in Aichach. Von 1913 bis 1919 war er Mitglied der Zweiten Kammer des bayerischen Landtags als Nachfolger des verstorbenen Johann Cadau für das Zentrum. Von 1919 bis 1928 war er für drei Wahlperioden im Landtag als Abgeordneter des Wahlkreises Aichach bzw. Aichach-Friedberg. Der im November 1918 gegründeten Bayerischen Volkspartei gehörte er als Gründungsmitglied an.
Müller war verheiratet mit Viktoria Deuringer († 1922) und hatte zwei Söhne sowie zwei Töchter Maria (verh. Haselberger) und Therese. Der älteste Sohn (* 1889) war Theologe, der jüngere Sohn Vincenz Müller war General in der deutschen Wehrmacht und in der Nationalen Volksarmee der DDR.
Müller starb 84-jährig am 6. Februar 1944 in Aichach.